# Callimetopus panayanus
Callimetopus panayanus är en skalbaggsart som först beskrevs av Schultze 1920.  Callimetopus panayanus ingår i släktet Callimetopus och familjen långhorningar.
Artens utbredningsområde är Filippinerna. Inga underarter finns listade.